# 라우펠트 전투
라우펠트 전투는 1747년 7월 2일 프랑스의 네덜란드 침공 기간 중 벌어진 전투이다. 이 전투는 오스트리아 왕위 계승 전쟁의 일부로 여겨진다. 삭스 원수(Marshal Saxe)가 이끄는 프랑스 군에 대항하기 위해 컴벌랜드 공작(Duke of Cumberland)의 지휘하에 집결한 영국, 하노버군과 오라녜 공의 지휘하에서 싸우는 네덜란드 군이 연합한 국본군(Pragmatic Army)이 전투를 벌였다. 전장은 마스트리흐트(Maastricht)의 바로 서쪽에 위치한 라우펠트(Lauffeld 혹은 라펠트(Lafelt), 현재의 리엠스트 (Riemst) 지방의 일부)에서 벌어졌다. 삭스 원수는 국본군을 움직이게 하기 위해 클레르몽 공(Prince of Clermont) 휘하의 분견대를 파견했고, 컴벌랜드 공작은 이를 격파하기 위해 진군을 개시했다. 삭스 원수는 프랑스군의 주력을 이끌고 국본군을 몰아넣기 위해 움직이기 시작했다.

## 전투
컴벌랜드 공작은 프랑스의 전군과 직면하게 되었다. 그러나 그가 동맹군의 전위에 위치한 요새화된 마을들을 점령하자는 리고니에(Ligonier) 장군의 조언을 무시하지 않았다면, 어느 정도 상황을 반전시킬 가능성도 있었다. 다시 한번 로쿠스 전투(Battle of Rocoux)처럼 오스트리아군의 우익은 방어가 약한 프랑스군의 좌익 측면을 공격하지 않았다. 마을들은 삭스 원수가 완벽하게 손에 넣을 때까지 몇 번이나 동맹자를 바꾸려 하였다. 프랑스의 대규모 종대는 최종적으로 10,000명에 달하는 영국과 헤센의 방어자들을 라우펠트 마을 근교에서 마지막으로 몰아내는 데 성공하였다.

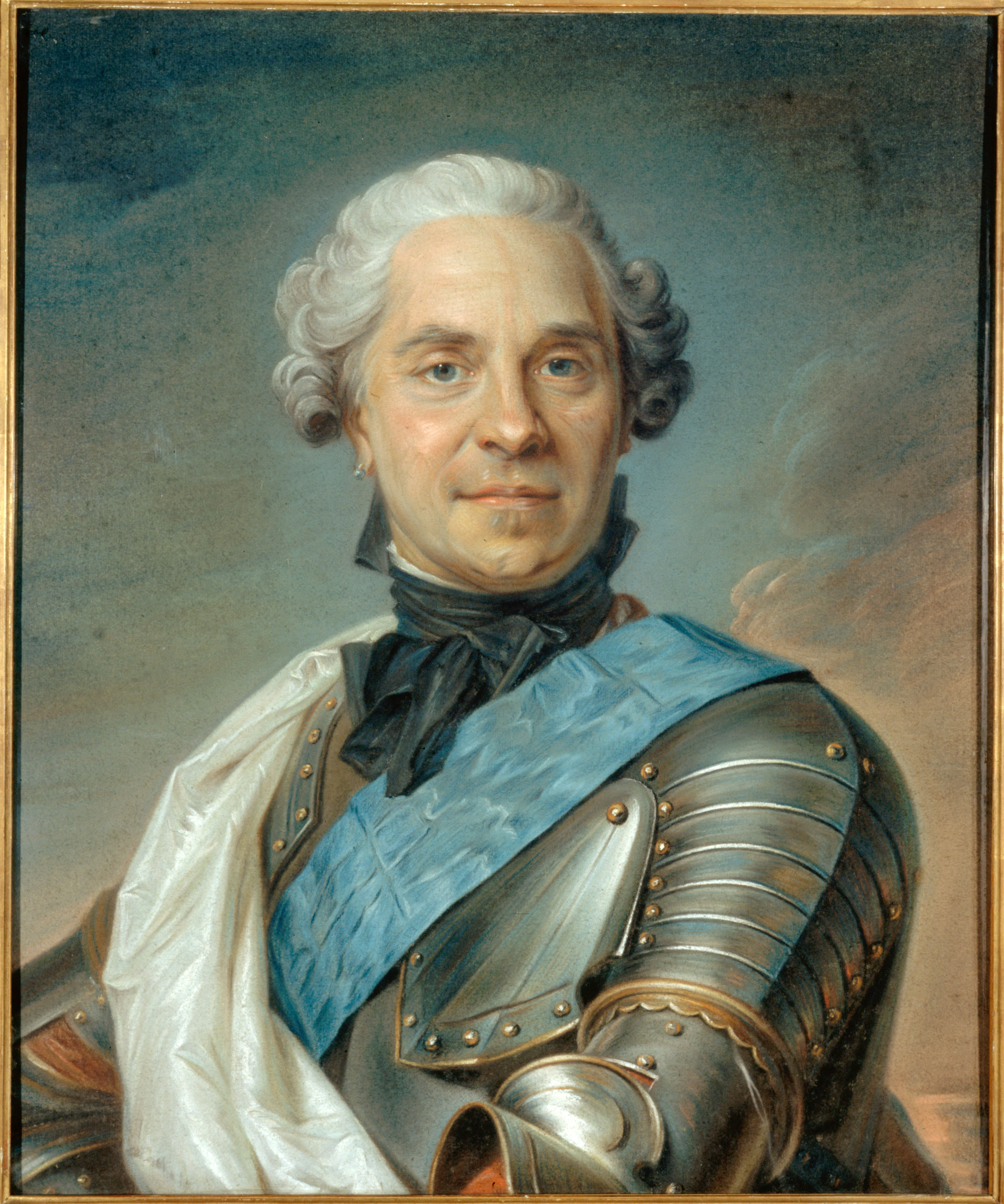
모리스 드 삭스

컴벌랜드 공작은 네덜란드와 영국군을 이용하여 반격을 하려 하였다. 그러나 네덜란드 기병대는 프랑스 기총병(Carabiniers)의 돌격에 격파당했고, 프랑스 기병대들은 동맹군 보병대의 후방에서 공격을 감행하여 혼란상태로 궤주시켰다. 프랑스 기병대는 동맹군의 중앙을 돌파하였다. 이제 프랑스 장군은 동맹군의 좌익 측면으로 공격을 감행하여 영국군 보병대는 전멸의 위험에 빠졌다. 리고니에 장군은 독단으로 기병대를 이끌고 돌격을 감행하여 아군을 구해낼 수 있었다. 이 전쟁에서 최대의 기병 격전이 벌어졌으며 양군 합쳐 15,000기에 달하는 기병들이 돌격을 하였고, 또 이에 반격을 개시하였다. 리고니에 장군은 동맹군의 퇴로를 보호하기 위해 최종돌격을 감행하던 중 낙마하여 4개의 군기와 함께 적군에게 포로가 되고 말았다.

## 영향
이 전투는 프랑스의 승리로 끝났으며, 이제 프랑스로서는 네덜란드 공략으로의 길을 열었다. 네덜란드로서는 프랑스에게 자비를 빌어야 할 판이었다. 동맹군의 퇴각은 삭스 원수로 하여금 로웬달(Lowendahl) 휘하의 30,000명 병력을 저지대의 북쪽으로 파견하여 베르헌옵좀(Bergen-op-Zoom)을 함락할 수 있게 하였다. 그리고 베르헌옵좀이 함락됨에 따라 이 해의 전역은 종결되었다. 1748년 봄에 새로운 전역이 개시되었으며, 프랑스 군은 마스트리흐트를 공격해, 공성전을 벌인 끝에 5월 7일 도시를 손에 넣었다. 마스트리흐트 공격에 따라 4월부터 평화협정이 개시되었고 1748년 10월 엑스라샤펠 조약(Treaty of Aix-la-Chapelle)에 따라 전쟁은 종결되었다. 삭스 원수는 저지대에서 벌어진 무수한 전역에서 공성전과 야전에서 승리를 거두었고, 마스트리흐트 시에서 공성포를 발사하는 등의 위협 행동을 통하여 평화협정에서 프랑스가 주도적인 위치를 차지하게 하는 데 도움을 주었다.

## 서적 목록
- Stanhope, Phillip Henry, Lord Mahon. History of England From the Peace of Utrecht to the Peace of Versailles., Boston, 1853, Vol.III.
- Browning, Reed.The War of the Austrian Succession, St. Martin's Press, New York, (1993): ISBN 0-312-12561-5
- Chandler, David. The Art of Warfare in the Age of Marlborough. Spellmount Limited, (1990): ISBN 0-946771-42-1
- Skrine, Francis Henry. Fontenoy and Great Britain's Share in the War of the Austrian Succession 1741-48. London, Edinburgh, 1906.
- Smollett, Tobias. History of England, from The Revolution to the Death of George the Second, London, 1848, Vol.II.